# 813 (filme)

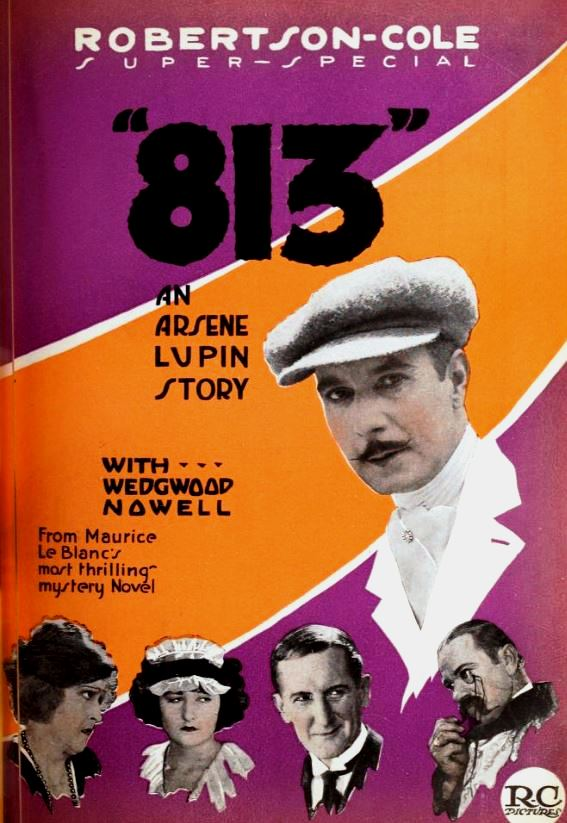
Poster do filme 813 (1920)

813 é um filme norte-americano dirigido por Charles Christie e Scott Sidney, e lançado em 1920.